# Škumpa orobincová
Škumpa orobincová (Rhus typhina) je okrasný strom nebo keř z čeledi ledvinovníkovitých. V České republice se jedná o invazní druh.

## Synonyma
- škumpa ocetná
- Rhus hirta

## Popis
Keř nebo strom 2–10m vysoký, s hlubokým kořenovým systémem a četnými kořenovými výmladky. Borka na kmenech šedá až hnědá, podélně rozpraskaná. Letorosty silné, huňatě hnědě chlupaté. Starší větve olysávající, tmavohnědé, s jemnými lenticelami. Pupeny drobné, kuželovité, hustě rezavě chlupaté, vrcholový větší než úžlabní; listové jizvy podkovovité.
Listy lichozpeřené, až 50cm dlouhé, mnohojařmé, s 9–31 lístky; vřeteno listů hustě odstátě chlupaté; lístky přisedlé, 4–12cm dlouhé, 1–2cm široké, kopinaté, na okraji pilovité, na vrcholu dlouze zašpičatělé, na bázi zaokrouhlené, na líci tmavě zelené, lysé, na rubu sivozelené, slabě pýřité.
Drobné květy se městnají v koncových palicovitých latách, samčí mají žlutavě zelenou barvu a samičí červenou.
Plody jsou mírně smáčklé, červeně plstnaté peckovice nahloučené v hustých přímých a velmi nápadných plodenstvích, která na větvích zůstávají dlouho do zimy.

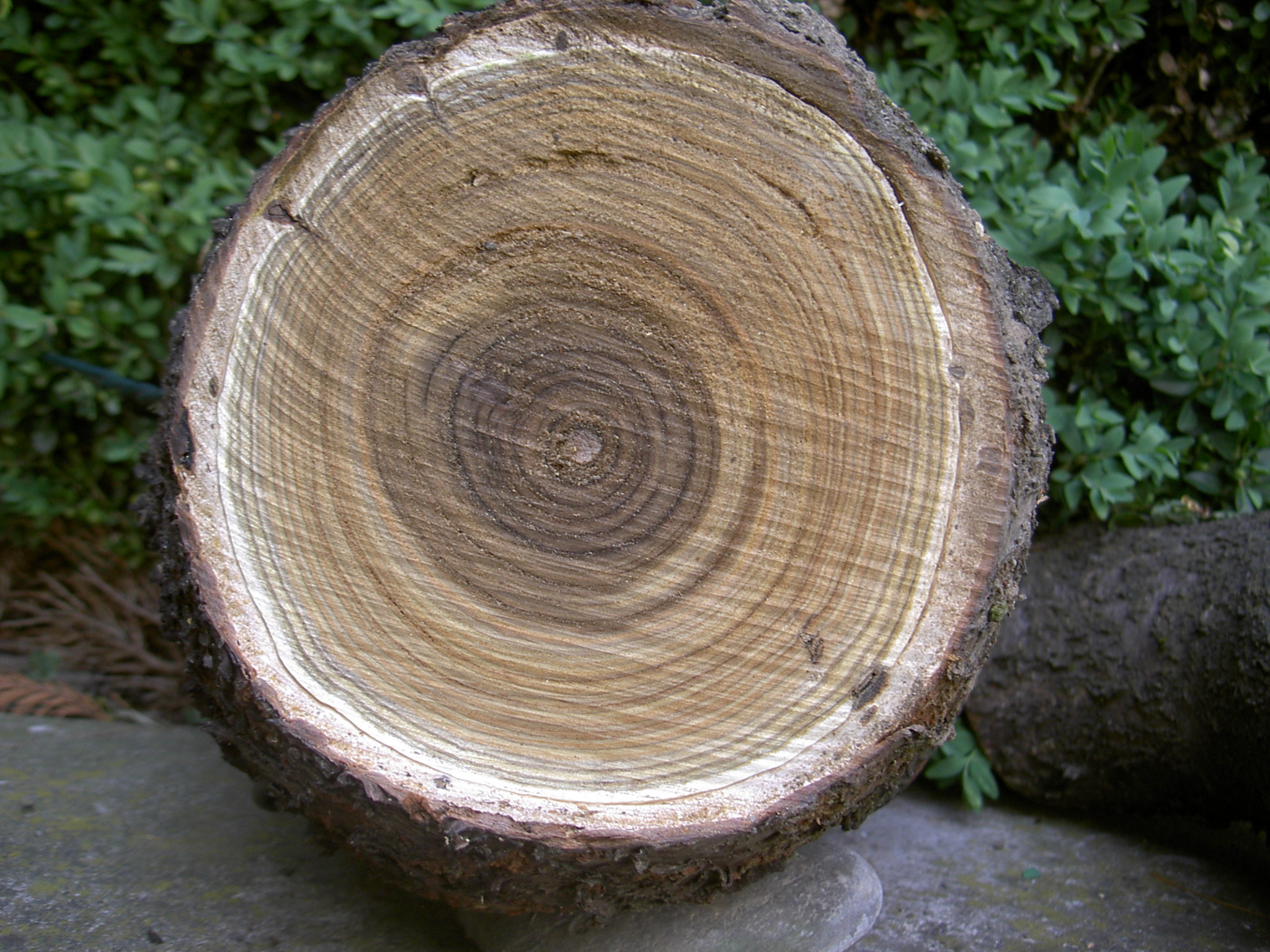
Radiální řez kmene

## Ekologie a rozšíření
Nenáročný druh, který roste dobře na suchých i zamokřených, písčitých nebo kamenitých půdách. V místech přirozeného rozšíření se vyskytuje podél vodních toků; má velké nároky na světlo. Dobře snáší zasolení a je velmi odolná proti mrazu. Samovolně se snadno šíří, protože velmi rychle tvoří kořenové výmladky. Často je nutno její expanzivní vlastnosti omezovat. Na českém území první exempláře v Praze v Královské oboře v roce 1835, do Evropy introdukce již v 17. století.

## Význam
Škumpa je nejkrásnější na podzim, kdy jsou její zpeřené listy jasně žluté, oranžové až červené. Ve stejnou dobu dozrávají šišticová plodenství, která se začínají od konce července barvit růžovočerveně. Během zimy obvykle zůstávají na jinak holých větvích a mění barvu na tmavě purpurovou. Z tohoto důvodu je škumpa vysazována jako okrasná rostlina v zahradách i příměstských zeleních.
Obsahuje šťávu s pryskyřičným olejem, tříslovinami a podle některých údajů i glykosidy. U citlivějších osob vyvolává dotykové alergie projevující se mimo jiné zčervenáním a záněty pokožky. Je jedovatá, požití je však málo pravděpodobné. Dřevo škumpy orobincové bývá často používáno v řezbářství. Některé kmeny indiánů ze Severní Ameriky kouřily tabák s listy škumpy. Z plodů indiáni připravovali nápoj nazývaný "indiánská limonáda". Kořeny byly používány jako žluté barvivo.

## Galerie

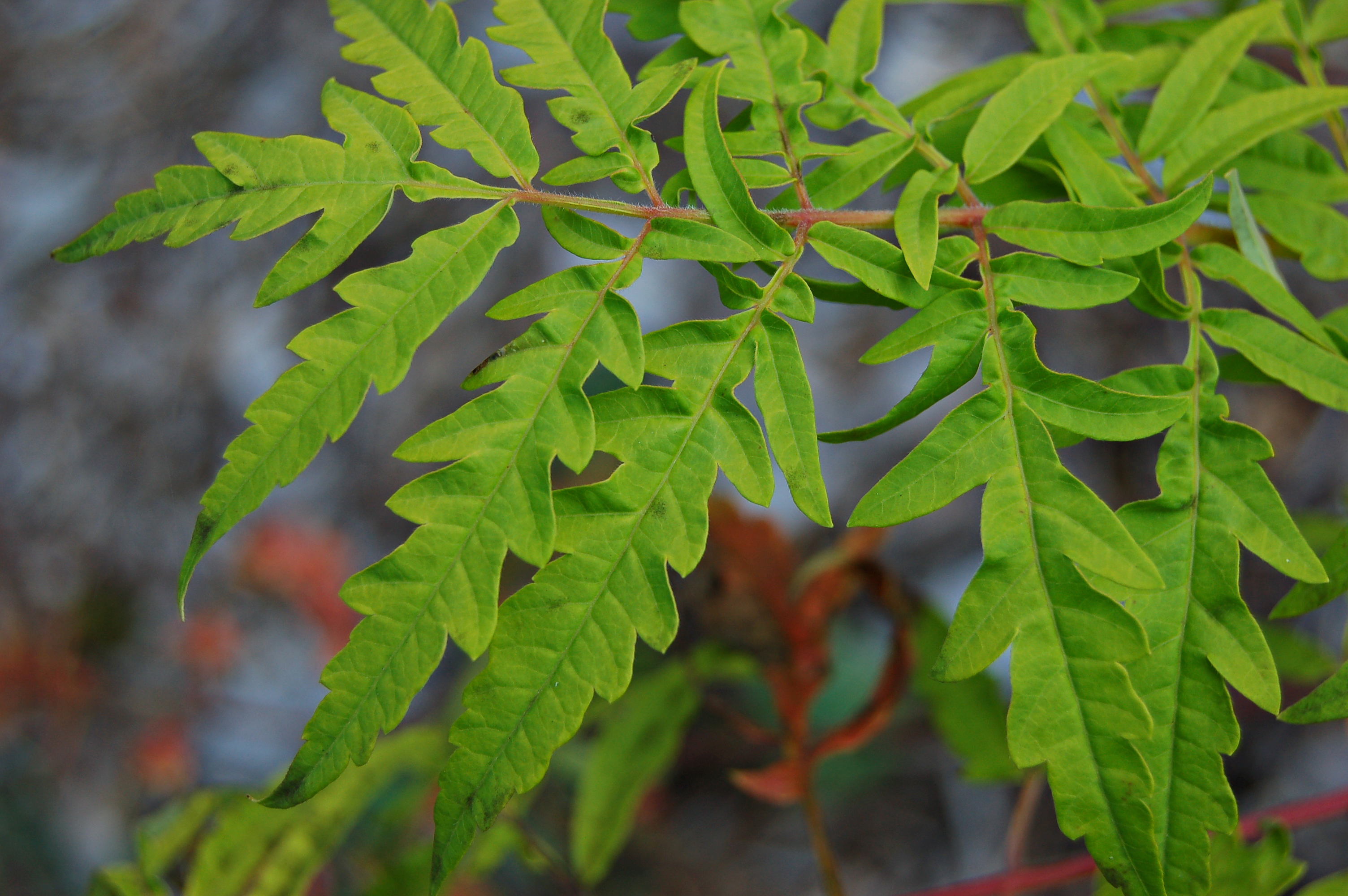
Detail listů u kultivaru 'Dissecta'
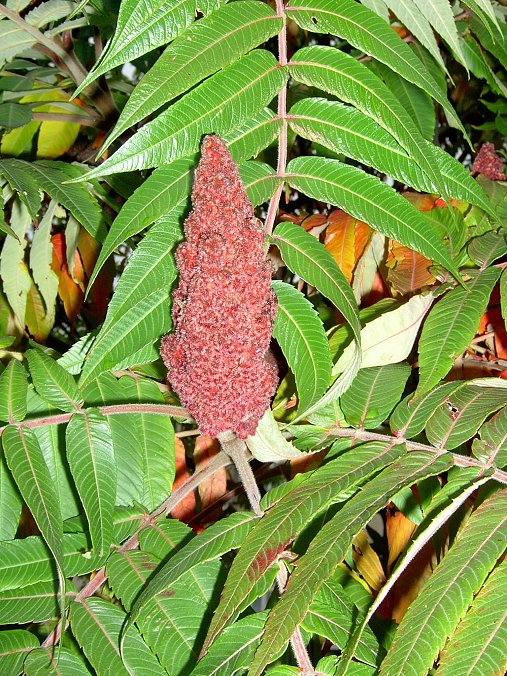
Detail plodenství
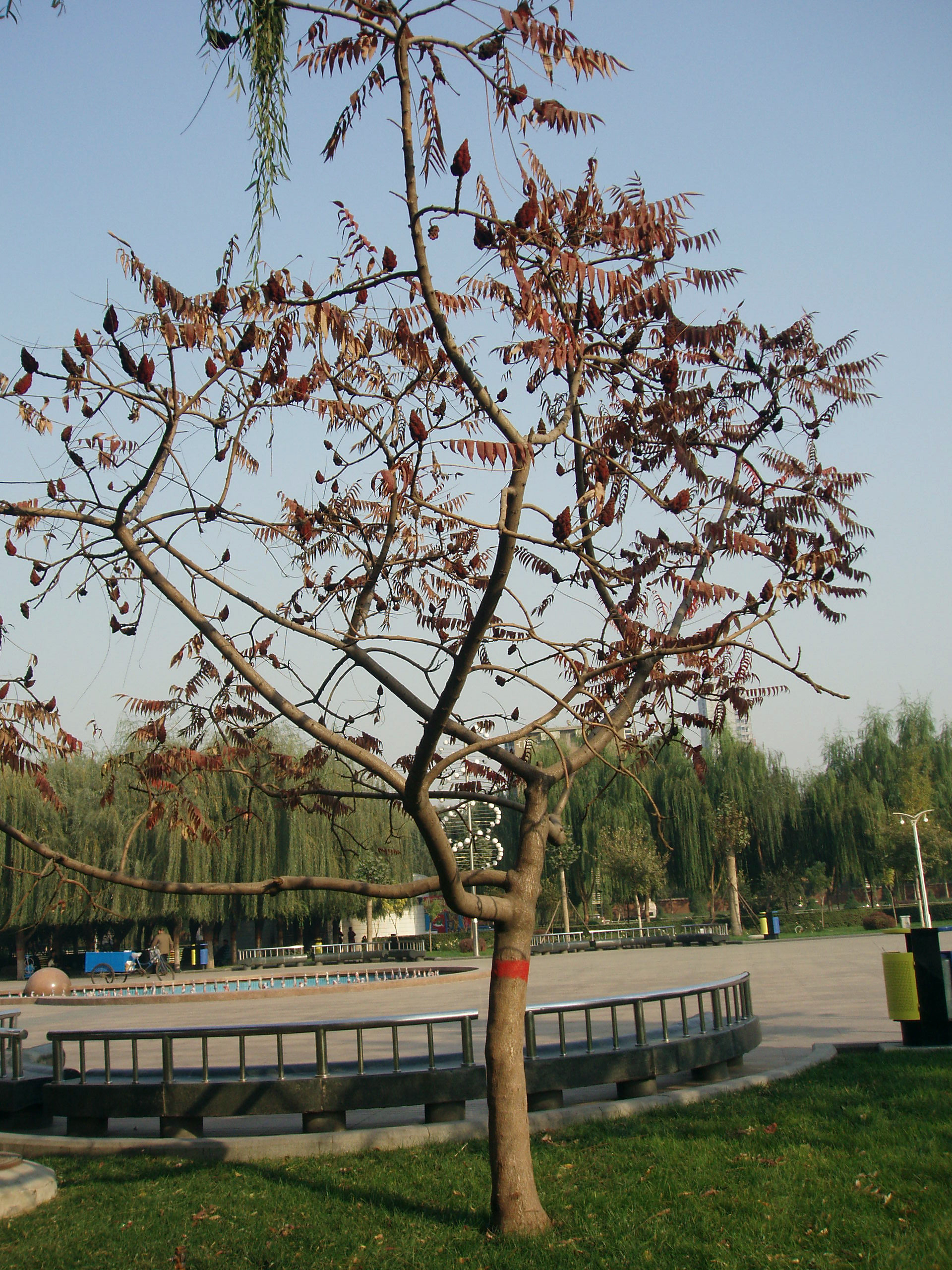
Detail kmenu
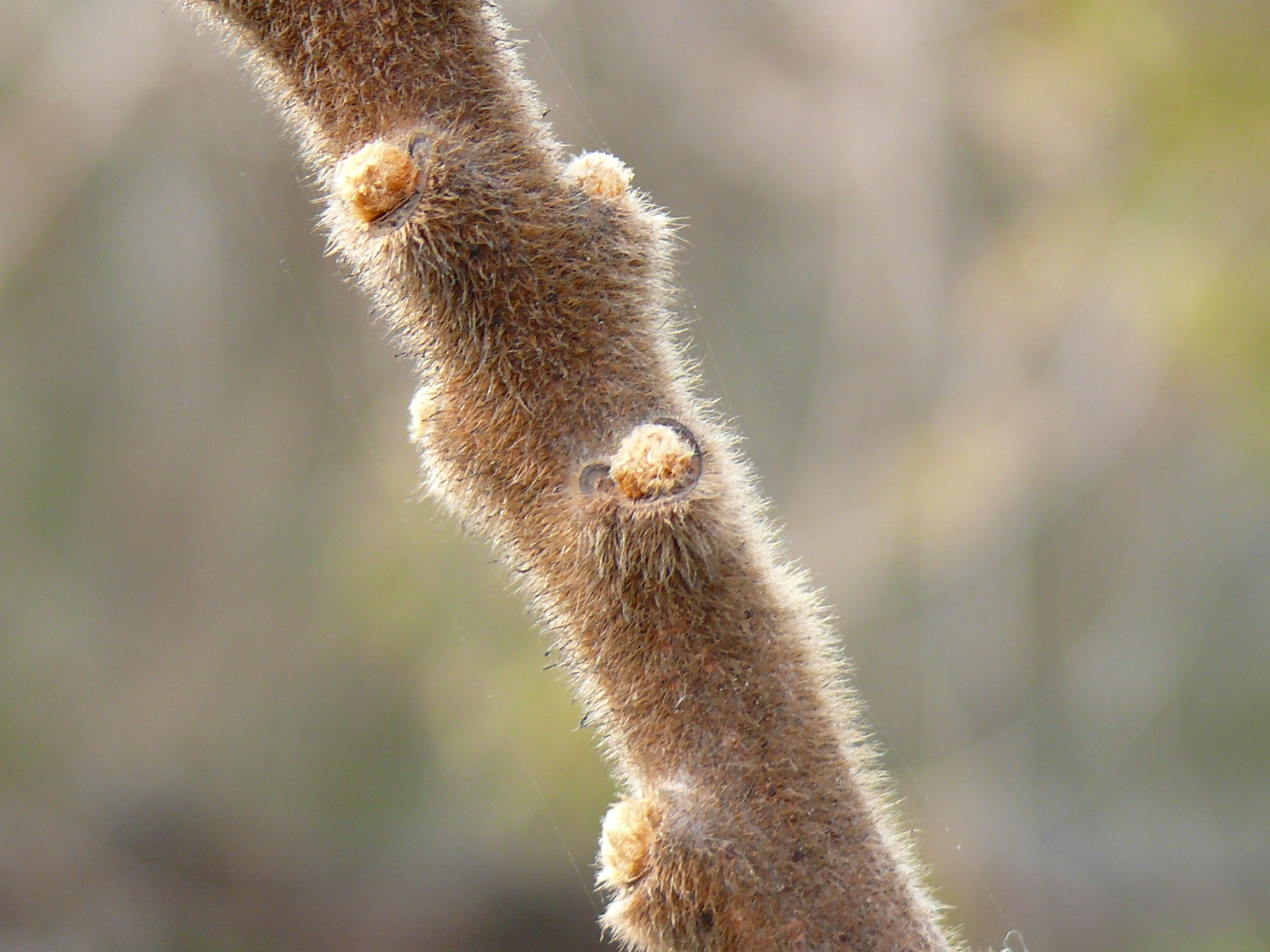
Detail borky mladé větve

## Podobné druhy
Jen málo se v Česku pěstuje příbuzná, velmi jedovatá a nebezpečná škumpa zákeřná (R. toxicodendron L.), keř s vystoupavými, poléhavými až plazivými větvemi. Také ona pochází se Severní Ameriky, na území Česka se vysazovala v parcích a v zámeckých i botanických zahradách. Snadno zplaňuje. Po požití může dojít k poruchám ústřední nervové soustavy, při dotyku k zánětům kůže. Prudce toxická je i podobná škumpa jedovatá (R. radicans L.)